# Portulaca socotrana
Portulaca socotrana är en portlakväxtart som beskrevs av Domina och Raimondo. Portulaca socotrana ingår i släktet portlaker, och familjen portlakväxter. Inga underarter finns listade i Catalogue of Life.